# Edmond Fischer
Dr. Edmond H. Fischer (6. travnja 1920., Šangaj, Kina - 27. kolovoza 2021., Seattle, SAD) je bio švicarsko-američki biokemičar. Zajedno sa svojim suradnikom Edwinom G. Krebsom, 1992. godine dobio je Nobelovu nagradu za fiziologiju ili medicinu za njihova otkrića u vezi reverzibilne fosforilacije bjelančevina kao biološkog regulatornog mehanizma. 
Reverzibilna fosforilacija bjelančevina pomoću enzima je jedan od glavnih mehanizama kontrole u biološkim organizmima. Procesi fosforilacije i defosforilacije obično se regulirani na nekoliko razina, što omogućuje pojačavanje učinka i točnu kontrolu učinka.
Reverzibilna fosforilacija je način regulacije u mnogim različitim procesima u tijelu (npr. mobilizacija glukoze iz glikogena, sprječavajne odbacivanja presatka cikclosporinom i razvoj novotovorina kao što je kronična mijeloična leukemija).
Edmond Fischer i Edwin Krebs su prvi otkrili i opisali jedan takav enzim.  

## Vanjske poveznice
- Nobelova nagrada - autobiografija  Arhivirana inačica izvorne stranice od 8. listopada 2012. (Wayback Machine) (engl.)